# پنجره عاشقی
 پنجره عاشقی نام یک آلبوم موسیقی٬ با صدای مسعود خادم، خوانندهٔ ایرانی است که در سبک (پاپ) تهیه شده و دارای ۱۰ ترانه است.

## فهرست آهنگ‌ها
| ردیف | آهنگ                  |
| ۱    | فانوس شکسته           |
| ۲    | پنجرهٔ عاشقی           |
| ۳    | خوش خبر               |
| ۴    | جاده                  |
| ۵    | فانوس شکسته-بدون کلام |
| ۶    | صدای خسته             |
| ۷    | در خیال               |
| ۸    | مذاب                  |
| ۹    | عطر سحرگاهی           |
| ۱۰   | بی امون               |

## دست اندرکاران
شادمهر عقیلی، بهروز صفاریان، بهنام ابطحی و امیر سرگزی در این آلبوم موسیقی به عنوان آهنگساز حضور داشته‌اند.